# Andrena proxima
Andrena proxima är en art i insektsordningen steklar som tillhör överfamiljen bin och familjen grävbin. 

## Beskrivning
Biet har en mellankropp med brunaktig päls, och svart, huvudsakligen hårlös bakkropp med vita pälsränder på sidornas segmentfogar. Honan blir 9 till 11 mm lång, hanen 8 till 10 mm.

## Ekologi
Arten lever på olika habitat som ängar, gräsmattor, jordvallar, åkerrenar och sluttningar, där den gärna gräver sina bogångar i lerhaltig jord, ensamma eller i mindre kolonier med andra artfränder. Biet är födospecialist och besöker endast flockblommiga växter. I schweiziska alperna går den upp till 2 000 m höjd.
Arten flyger från mitten av maj till slutet av juni.
Bona parasiteras av gökbiet Nomada conjungens.

## Utbredning
Andrena proxima förekommer i stora delar av Europa, från Lettland, Norge, Danmark och Polen till Iberiska halvön, Italien och Grekland.